# HD 5388
HD 5388は、ほうおう座の方角に約173光年の距離にある、7等級のF型主系列星である。この恒星は太陽よりも大きく、熱く、明るく、重い。また金属量は太陽の半分程度である。
| 太陽 | HD 5388   |
| ---- | --------- |
| 太陽 | Exoplanet |

## 亜恒星天体
2009年、ラ・シヤ天文台における視線速度法の観測から、HD 5388の周囲を公転する木星型惑星の発見が報じられた。ところが、更新された位置情報を基に軌道を分析したところ、惑星と思われた天体の質量は、木星の69倍と推定され、褐色矮星の下限を大幅に上回った。この結果に基づけば、HD 5388 bは惑星とは言えないので、HD 5388が惑星を持つかどうかは未確定である。
| 名称 （恒星に近い順） | 質量    | 軌道長半径 （天文単位） | 公転周期 (日) | 軌道離心率  | 軌道傾斜角 | 半径 |
| --------------------- | ------- | ----------------------- | ------------- | ----------- | ---------- | ---- |
| b                     | 69.0 MJ | 1.76                    | 777.0 ± 4.0   | 0.40 ± 0.02 | 178.3°     | —    |